# ФК Дечић
Фудбалски клуб Дечић је црногорски фудбалски клуб из Тузи, који се такмичи у Првој лиги Црне Горе. Клуб је основан 1926, а име је добио по брду које се налази изнад места. Клупске боје су плаво-бела и црвена. Два пута су били прваци Друге лиге, док су у Првој лиги, завршили једном на трећем месту и играли су финале Купа. У сезони 2023/24. Дечић је први пута постао првак Црне Горе.

## Историја
У периоду после Другог светског рата, клуб се углавном задовољавао стварањем квалитетних играча, међу којима је био и Рефик Шабанаџовић, каснији играч Црвене звезде и репрезентације Југославије.
Дечић се крајем двадесетог века најчешће такмичио у Републичкој лиги Црне Горе, тада трећој савезној лиги. Од оснивања Прве лиге Црне Горе 2006, је био њен редован члан. У сезони 2011/12. клуб је заузео десето место, па је морао да игра бараж за опстанак против Јединства из Бијелог Поља, где је укупан резултат из две утакмице био 2:0 за Јединство, тако да је клуб по први пут испао из Прве лиге Црне Горе.

## Резултати у такмичењима у Црној Гори
| Сезона   | Ранг | Лига       | Бр.екипа | Позиција  | Куп                |
| -------- | ---- | ---------- | -------- | --------- | ------------------ |
| 2006/07. | 1    | Прва лига  | 12       | 10. место | Четвртфинале       |
| 2007/08. | 1    | Прва лига  | 12       | 7. место  | Осмина финала      |
| 2008/09. | 1    | Прва лига  | 12       | 11. место | Осмина финала      |
| 2009/10. | 1    | Прва лига  | 12       | 9. место  | Осмина финала      |
| 2010/11. | 1    | Прва лига  | 12       | 6. место  | Четвртфинале       |
| 2011/12. | 1    | Прва лига  | 12       | 10. место | Шеснаестина финала |
| 2012/13. | 2    | Друга лига | 12       | 1. место  | Шеснаестина финала |
| 2013/14. | 1    | Прва лига  | 12       | 12. место | Четвртфинале       |
| 2014/15. | 2    | Друга лига | 12       | 2. место  | Осмина финала      |
| 2015/16. | 1    | Прва лига  | 12       | 6. место  | Четвртфинале       |
| 2016/17. | 1    | Прва лига  | 12       | 5. место  | Осмина финала      |
| 2017/18. | 1    | Прва лига  | 10       | 10. место | Осмина финала      |
| 2018/19. | 2    | Друга лига | 10       | 8. место  | Осмина финала      |
| 2019/20. | 2    | Друга лига | 10       | 1. место  | Прво коло          |
| 2020/21. | 1    | Прва лига  | 10       | 3. место  | Финале             |
| 2021/22. | 1    | Прва лига  | 10       | 3. место  | Финале             |
| 2022/23. | 1    | Прва лига  | 10       | 4. место  | Полуфинале         |
| 2023/24. | 1    | Прва лига  | 10       | 1. место  | Полуфинале         |
| 2024/25. | 1    | Прва лига  | 10       | 4. место  | Победник           |

## Дечић у европским такмичењима
| Сезона   | Такмичење         | Коло        | Држава             | Клуб          | Дом. терен | Гос. терен | Укупно           |
| -------- | ----------------- | ----------- | ------------------ | ------------- | ---------- | ---------- | ---------------- |
| 2021/22. | Лига конференције | 1. коло кв. | Република Косово   | Дрита         | 0 : 1      | 1 : 2      | 1 : 3            |
| 2022/23. | Лига конференције | 1. коло кв. | Белорусија         | Динамо Минск  | 1 : 2      | 1 : 1      | 2 : 3            |
| 2024/25. | Лига шампиона     | 1. коло кв. | Велс               | Њу сејнтс     | 1 : 1      | 0 : 3      | 1 : 4            |
| 2024/25. | Лига конференције | 2. коло кв. | Грузија            | Динамо Батуми | 0 : 0      | 2 : 0      | 2 : 0            |
| 2024/25. | Лига конференције | 3. коло кв. | Финска             | Хелсинки      | 2 : 1      | 0 : 1      | 2 : 2 (пен. 3:4) |
| 2025/26. | Лига конференције | 1. коло кв. | Северна Македонија | Силекс        | 2 : 0      | 1 : 2      | 3 : 2            |
| 2025/26. | Лига конференције | 2. коло кв. | Аустрија           | Рапид Беч     | 0 : 2      | 2 : 4      | 2 : 6            |